# Districtul Na Haeo
Na Haeo (în thailandeză นาแห้ว) este un district (Amphoe) din provincia Loei, Thailanda, cu o populație de 11.011 locuitori și o suprafață de 628,0 km².

## Componență
Districtul este subdivizat în 5 subdistricte (tambon), care sunt subdivizate în 34 de sate (muban).
| Nr. | Nume       | În thailandeză | Sate | Locuitori |  |
| --- | ---------- | -------------- | ---- | --------- |  |
| 1.  | Na Haeo    | นาแห้ว          | 7    | 2,020     |  |
| 2.  | Saeng Pha  | แสงภา          | 6    | 1,782     |  |
| 3.  | Na Phueng  | นาพึง           | 8    | 2,123     |  |
| 4.  | Na Ma La   | นามาลา         | 8    | 2,920     |  |
| 5.  | Lao Ko Hok | เหล่ากอหก       | 5    | 2,166     |  |

1. ↑   (PDF) http://www.ratchakitcha.soc.go.th/DATA/PDF/2513/D/017/854.PDF Lipsește sau este vid: |title= (ajutor)